# Jan Grijseels sr.
Johannes Antonius Constantius Marie (Jan) Grijseels sr. (Abcoude-Proosdij, 6 oktober 1890 – Noordwijkerhout, 10 mei 1961) was een Nederlandse atleet, die zich begin 20e eeuw manifesteerde op alle afstanden van 100 tot en met 800 m. Hij grossierde in nationale titels, waarvan hij er in de periode van 1910-1917 in totaal zeventien verzamelde. Bovendien verbeterde hij negen keer een Nederlands record.

## Loopbaan
Grijseels sr. was van origine voetballer en kwam in 1910 uit voor het Amsterdamse AFC, alvorens hij in 1914 overstapte naar UD in Deventer. Toen had hij inmiddels al ettelijke atletiektitels veroverd.
Jan Grijseels sr. nam in 1912 als enige Nederlandse atleet deel aan de Olympische Spelen in Stockholm. De Atletiekunie, met het debacle van de vorige Olympische Spelen nog in het achterhoofd, was niet bereid om meer atleten een kans te geven. Veel verder dan de Nederlandse vertegenwoordigers op de Spelen van vier jaar ervoor kwam Grijseels overigens niet. Op de 100 m werd hij in de zevende serie uitgeschakeld, terwijl hij op de 200 m in zijn halve finale als zesde en laatste eindigde.
In eigen land werd Jan Grijseels sr. beschouwd als een fenomeen. De latere Unie-voorzitter Ad Strengholt schreef over hem: 'Jan Grijseels was de mooist gebouwde atleet, die Nederland ooit gekend heeft. Groot, slank, prachtig geproportioneerd. Hij was een levend brok brons, een Noorse Apollo, het ideaal voor een Grieks beeldhouwer; de droom van een atleet. Vele jaren heeft hij oppermachtig alle vaderlandse atletiekwedstrijden gedomineerd en beheerst, als een sprinter zonder weerga, glimlachend om alle concurrentie'.
In 1917 beëindigde hij zijn atletiekcarrière. Later kreeg Jan Grijseels sr., die van beroep reclameconsulent was, grote bekendheid in de reclamewereld.

## Nederlandse kampioenschappen
| Onderdeel | jaar                               |
| --------- | ---------------------------------- |
| 100 m     | 1911, 1912, 1914, 1915             |
| 200 m     | 1910, 1911, 1913, 1914, 1915, 1916 |
| 400 m     | 1911, 1913, 1915, 1916             |
| 800 m     | 1914, 1915, 1916                   |

## Nederlandse records
| Onderdeel | Prestatie | Datum            | Plaats    |
| --------- | --------- | ---------------- | --------- |
| 80 y      | 8,5 s     | 31 augustus 1912 | Arnhem    |
| 100 m     | 10,8 s *  | 15 augustus 1915 | Rotterdam |
| 200 m     | 23,2 s    | 7 september 1913 | Amsterdam |
|           | 22,5 s ** | 2 juli 1916      | Rotterdam |
| 400 m     | 52,0 s    | 21 juli 1912     | Rotterdam |
|           | 51,4 s    | 24 augustus 1913 | Rotterdam |
| 500 m     | 1.08,2    | 29 augustus 1915 | Eindhoven |
| 800 m     | 2.05,4    | 22 augustus 1915 | Rotterdam |
|           | 2.02,7    | 23 juli 1916     | Eindhoven |

* Hoewel Grijseels enkele malen 10,7 heeft gelopen, is zijn record van 10,8 blijven staan. De officials weigerden te geloven dat hij deze tijd kon lopen.
** Grijseels liep de 200 m zelfs in 21,8, maar ook die tijd werd nooit erkend.

## Persoonlijke records
| Onderdeel | Prestatie | Jaar |
| --------- | --------- | ---- |
| 100 m     | 10,7 s    | 1912 |
| 200 m     | 21,8 s    | 1914 |
| 400 m     | 49,8 s    | 1914 |